# براعة استهلال
براعة الاستهلال حسن الابتداء في مطلع خطاب منظوم، باجتناب الحشو، مع وضوح في المعاني.
أو هي أن يقدم المصنف في ديباجة مصنفه أو قصيدته بألفاظ أو عبارات تشير إشارة لطيفة إلى موضوع قصيدته أو مصنفه